# Всероссийский научно-исследовательский и проектно-конструкторский институт атомного и энергетического машиностроения
Всероссийский научно-исследовательский и проектно-конструкторский институт атомного и энергетического машиностроения, Всероссийский научно-исследовательский институт атомного машиностроения, ВНИИ атомного машиностроения, ВНИИАМ, АО «ВНИИАМ» — существующее с 1977 года предприятие по созданию теплоэнергетического оборудования для ядерных электростанций. Институт является одним из старейших предприятий атомно-энергетической отрасли и входит в машиностроительный дивизион Росатома (Атомэнергомаш).
Прежнее название — Всесоюзный научно-исследовательский и проектно-конструкторский институт атомного и энергетического машиностроения.

## Деятельность
ВНИИАМ занимается созданием оборудования для АЭС: разработкой и конструированием систем и оборудования тепловых и турбинных установок, установок водоподготовки и химводоочистки, разработкой механического оборудования и тягодутьевых машин, трубопроводной арматуры и запорного оборудования. Институт также выполняет работы по автоматизации уже работающего оборудования.

## История
31 августа 1934 года приказом Наркома тяжелой промышленности СССР Серго Орджоникидзе было создано «Бюро прямоточного котлостроения», на базе которого в дальнейшем было создано Московское отделение Центрального котлотурбинного института.
5 декабря 1977 года Министр энергетического машиностроения СССР подписал приказ № 340 о создании Всесоюзного научно-исследовательского и проектно-конструкторского института атомного и энергетического машиностроения на базе Московского отделения Центрального котлотурбинного института. (Приказ был основан на распоряжении Совета Министров СССР № 24.68-р от 22 ноября 1977 года.)
В современной России институт стал назваться Всероссийским НИИ атомного машиностроения.
В 2007 году ФГУП «ВНИИАМ» было реорганизовано в ОАО «ВНИИАМ».
В 2013 году руководство института было обвинено в уклонении от уплаты налогов на сумму 285 млн рублей. По версии следствия, в 2008–2010 годы сотрудники компании занижали налогооблагаемую базу, используя фирмы-однодневки. После этого генеральный директор был уволен, организация выплатила недостающую сумму в бюджет, в ходе следствия бывший директор признал свою вину и уголовное дело было завершено.
В ноябре 2014 года Генеральным директором ОАО «ВНИИАМ» стал Владимир Михайлов, перед этим работавший в ОАО «НПО ЦКТИ» на аналогичной должности.
С конца 2015 года ВНИИАМ является подразделением ЦНИИТМАШ (ГНЦ РФ АО «НПО «ЦНИИТМАШ») Росатома.
26 октября 2016 года Генеральным директором ОАО «ВНИИАМ» был назначен Виктор Орлов (докт. техн. наук), работавший до того в ФГУП «ЦНИИ КМ «Прометей» в должности заместителя генерального директора по научной работе.